# Liberátusz
A Liberátusz latin eredetű férfinév, a jelentése fölszabadított.

## Gyakorisága
Az 1990-es években szórványos név, a 2000-es években nem szerepel a 100 leggyakoribb férfinév között.

## Névnapok
- augusztus 17.[2]
- december 30.[2]